# (933) Susi
(933) Susi és un asteroide que forma part del cinturó d'asteroides descobert el 10 de febrer de 1927 per Karl Wilhelm Reinmuth des de l'observatori de Heidelberg-Königstuhl, Alemanya.
Està nomenat en honor de l'esposa de l'astrònom alemany Kasimir Graff (1878-1950).

## Circumstàncies del descobriment
En 1928 es va descobrir que els asteroides (715) Transvaalia, descobert per Harry Edwin Wood en 1911, i (933) Susi, descobert en 1920, eren el mateix objecte. La UAI va decidir mantenir el nom de Transvaalia i reasignar Susi a l'asteroide descobert per Reinmuth.